# دولت‌آباد (رامجرد یک)
دولت‌آباد (مرودشت)، روستایی از توابع بخش مرکزی شهرستان مرودشت در استان فارس ایران است. دارای مناطق سبز و آب هوایی معتدل و خوب است.

## جمعیت
این روستا در دهستان رامجرد یک قرار دارد و براساس سرشماری مرکز آمار ایران در سال ۱۳۸۵، جمعیت آن ۳۳۹ نفر (۷۱خانوار) بوده‌است.